# Financieel manager
Een financieel manager geeft dagelijks leiding aan de afdeling financiële administratie bij middelgrote tot grote bedrijven. 

## Werkzaamheden
De financieel manager of hoofd administratie is verantwoordelijk voor een betrouwbare, volledige vastlegging van de bedrijfsadministratie. Ook de rapportage valt onder het werkgebied van de financieel manager. De financieel manager zorgt voor een goede inrichting van de administratie en administratieve processen. Hij/zij helpt mee bij het opstellen van maand-, kwartaal- en jaarverslagen, of verzorgt deze zelfstandig. Hij/zij adviseert de controller of bedrijfsleiding bij financieel-administratieve vragen en problemen.
De financieel manager
- is verantwoordelijk voor de financiële administratie (crediteuren-, debiteuren- en salarisadministratie, grootboek)
- zorgt voor een zo goed mogelijke inrichting van de administratie en de administratieve processen
- geeft leiding aan de administratieve afdeling
- zorgt aan het eind van een verslagperiode voor onderlinge afstemming tussen de diverse deeladministraties
- helpt mee bij het opstellen van maand-, kwartaal- en jaarverslagen, of verzorgt deze zelfstandig
- adviseert de controller of bedrijfsleiding bij financieel-administratieve vragen en problemen.

## Aansturing
De medewerkers van de administratie worden dagelijks aangestuurd door de financieel manager. Hier vallen onder andere de boekhouder, de debiteurenbeheerder, de crediteurenbeheerder, de salarisadministrateur, de administratieve medewerker, de administrateur en overige financiële medewerkers. 

## Organisatie
De financieel manager kan lid zijn van een managementteam. Doorgaans rapporteert de financieel manager aan de financieel directeur.

## Opleiding
De financieel manager heeft meestal als opleiding een SPD-diploma of HEAO Bedrijfseconomie, beide een HBO-opleiding op bachelor-niveau.

## MKB
In het midden en kleinbedrijf en bij divisies van grote beursgenoteerde ondernemingen worden de rollen van financieel manager en controller veelal gecombineerd en verwijst met een van beide benamingen naar beide rollen gecombineerd in een functionaris.